# Bazzania sumbavensis
Bazzania sumbavensis là một loài rêu tản trong họ Lepidoziaceae. Loài này được (Gottsche ex Stephani) Stephani miêu tả khoa học lần đầu tiên năm 1893.